# Adakplamé
Adakplamé è un arrondissement del Benin situato nella città di Kétou (dipartimento dell'Altopiano) con 15.980 abitanti (dato 2006).